# デイヴ・ワッソン
デイヴィッド・ワッソン（David Wasson、1968年9月11日 - ）は、アメリカ合衆国のテレビプロデューサー、ディレクター、脚本家、アニメーター、アートディレクター。カリフォルニア芸術大学卒業。『タイム・スクアッド』の制作者として最もよく知られており、『悪魔バスター★スター・バタフライ』の監督、脚本、製作総指揮、また『短編ミッキーマウス!』の監督と脚本を担当している。その他に『メイキング・フレンズ』の監修、『ブンブン・マギー』の製作総指揮と監督も行っている。